# 严春堂
严春堂（？—1949年），又名严春棠，男，上海人，中国电影事业家，曾任艺华影业有限公司总经理。